# نوشن
نوشن (بالأنكليزية: Notion) هو برنامج تدوين ملاحظات وإدارة المشاريع يستخدم في تدوين الملاحظات و إدارة المهام و إدارة المشاريع وإدارة المعرفة الشخصية . يستخدم التطبيق قواعد البيانات و لغة ماركداون للاستخدام في الأعمال الشخصية والتعاونية .

## التاريخ
تأسست شركة (Notion Labs Inc) ، كشركة ناشئة مقرها في سان فرانسيسكو ، في عام 2013 على يد إيفان تشاو. رفض المؤسسون مقابلة أصحاب رؤوس الأموال أو مناقشة الحصول على تقييم أعلى.
تم إطلاق التطبيق في مارس 2016 لمتصفحات الويب ونظام الماك ، و في مايو 2017 لنظام التشغيل ويندوز و في يونيو 2017 لنظام التشغيل iOS . 
في مارس 2018 ، تم إصدار نوشن 2.0. تم استقباله بشكل إيجابي بواسطة Product Hunt وصنف المنتج رقم 1 لهذا الشهر،  كما تم عرضه في مقال في WSJ . كان لدى الشركة أقل من 10 موظفين في تلك المرحلة.
في يونيو 2018 ، تم إطلاق تطبيق الأندرويد رسمي. 
في سبتمبر 2019 ، أعلنت الشركة عن وصولها إلى مليون مستخدم. في أبريل 2020 ، أصبحت شركة يونيكورن عندما بلغت قيمته 2 مليار دولار وكان لديه 4 ملايين مستخدم.
تلقت شركة نوشن استثمارات بقيمة 50 مليون دولار من إندكس فنتشرز ومستثمرين آخرين في يناير 2020.
في 7 سبتمبر 2021 ، استحوذت نوشن على شركة ناشئة مقرها حيدر أباد تسمى (Automate.io) 

## البرنامج
نوشن عبارة عن منصة تعاونية مع دعم تعديل محتوى الصفحة الذي تدمج بين لوحات كانبان و المهام و مواقع ويكي وقواعد البيانات.
تقول الشركة أنها منصة عمل الكل في واحد (All-in-one).

## التكلفة
لدى نوشن أربعة خطط للأشتراك وهي: مجاني، شخصي، جماعي، مؤسسة.
أيضا يوفر حساب أئتمان حيث يمكن للمستخدمين كسب رصيد عبر الإحالات . لا يتم تحميل المستخدمين أي رسوم إذا كان لديهم رصيد متبقٍ في حساباتهم.[بحاجة لمصدر]
البريد إلكتروني الأكاديمي يجعل الخطة الشخصية مجانية.
اعتبارًا من مايو 2020 ، قامت الشركة بترقية الخطة الشخصية للسماح بعدد غير محدود من ال(Blocks), يتيح ذلك لجميع المستخدمين الجدد الاستفادة من امتلاك مساحة تخزين غير محدودة.

## النمو والمستخدمون
وفقًا لموقع تك كرانش، تجاوز عدد مستخدمي Notion 20 مليون مستخدم عالميًا بحلول عام 2022، ومن المتوقع أن يتجاوز 30 مليونًا بحلول 2025 بفضل اعتماد واسع من الأفراد والشركات.

## الميزات المميزة
- 💡 دعم الذكاء الاصطناعي (Notion AI) للمساعدة في توليد وتحرير المحتوى.
- 🧠 إمكانية ربط الصفحات ديناميكيًا (مثل مواقع الويكي).
- 🗂️ بناء قواعد بيانات مخصصة، قابلة للفرز والفلترة.
- 📋 دعم قوالب جاهزة ومجتمعات ضخمة لمشاركة المحتوى.

- 🧩 تكامل مع تطبيقات خارجية مثل Google Calendar، Slack، Trello وغيرها.

## الاستخدامات الشائعة
يُستخدم Notion اليوم في مجموعة واسعة من المجالات، منها:
- 🎓 الطلاب: لتدوين المحاضرات، إعداد جداول المذاكرة، تنظيم الأبحاث.
- 👩‍💻 المستقلون والمحترفون: لإدارة المشاريع، تتبع الإنتاجية، إنشاء عروض الأسعار.
- 📱 صناع المحتوى: لتخطيط المحتوى، إدارة المنشورات، تحليل الأداء.
- 👥 الفرق: لبناء ويكي داخلي وتنظيم التعاون في الوقت الفعلي.

## تجربة الشخصية عن برنامج Notion
كمستخدمين يوميين لـ Notion، لا يمكننا أن نُعبّر بما فيه الكفاية عن مدى تأثير هذا البرنامج في تغيير طريقة تفكيرنا وتنظيمنا لكل جوانب حياتنا.
سواء كنا طلابًا، مبرمجين، كتّابًا، أو أصحاب مشاريع، فإن Notion هو بحق مساحة العمل المتكاملة التي جمعت كل أدواتنا في مكان واحد:
✅ نستخدمه لتخطيط أهدافنا،
✅ لإدارة وقتنا ومهامنا اليومية،
✅ لحفظ معرفتنا وملاحظاتنا،
✅ ولمتابعة مشاريعنا الشخصية والمهنية.
ما يجعل Notion مميزًا فعلًا هو مرونته الاستثنائية: يمكننا تحويله إلى تقويم، قاعدة بيانات، دفتر يوميات، منصة Wiki، أو حتى أداة لإدارة فريق كامل — وكل ذلك من خلال واجهة واحدة سهلة وجذابة.
📌 إذا كنتم من محبّي التنظيم أو تبحثون عن طريقة فعالة لتعزيز إنتاجيتكم، فنحن ننصحكم من القلب بأن تبدأوا مع Notion اليوم.

 حتى وإن لم تكونوا منظمين بطبعكم، هذا التطبيق سيجعلكم كذلك بطريقة سلسة وطبيعية!
"Notion isn't just a productivity tool — it's a mindset shift."